# Rajky (rejon chmielnicki)
Rajky (ukr. Райки) – wieś na Ukrainie, w obwodzie winnickim, w rejonie chmielnickim, w hromadzie Kalinówka. W 2001 liczyła 384 mieszkańców, spośród których 380 wskazało jako ojczysty język ukraiński, 2 rosyjski, 1 mołdawski, a 1 inny.